# Thorsten Schick
Thorsten Schick (Graz, 19 maggio 1990) è un calciatore austriaco, centrocampista del Leoben.

## Carriera

### Club
Ha giocato nella prima divisione austriaca ed in quella svizzera.

### Nazionale
Ha giocato nella nazionale austriaca Under-20.

## Palmarès

### Competizioni nazionali
- Campionato svizzero: 2

Young Boys: 2017-2018, 2018-2019